# 9 Ore di Kyalami
La 9 Ore di Kyalami è una gara automobilistica di durata disputata in Sudafrica dai tardi anni 50, sino alla fine degli anni 80. La prima corsa fu disputata sul circuito di Grand Central Airport, vicino a Midrand. Dal 1961, fu disputata nel nuovo circuito di Kyalami . Dal 1965 al 1973, la corsa faceva parte del campionato South African Springbok Trophy Series. Nel 1974, l'evento entrò nel Campionato mondiale sportprototipi, nel formato da 6 ore a 1000 km. DAl 1975 fino al 1979, la corsa fu disputata da vetture turismo, mentre ritornò ad essere una gara per vetture sport prototipo nel 1981 e 1982, prima di entrare a far parte ancora una volta del Campionato mondiale sportprototipi nel 1983 e 1984. Dopo vari anni in cui non fece parte di nessun campionato e di alcuni anni in cui non venne disputata, la corsa entrò per tre anni nel campionato ISRS / SportsRacing World Cup, dal 1998 al 2000. La gara è ritornata ad essere disputata nel 2019 come parte dell'Intercontinental GT challenge.

## Grand Central
| Anno              | Piloti                          | Team                            | Auto              | Distanza/Durata               | Nome della corsa                                       |
| Nessun campionato | Nessun campionato               | Nessun campionato               | Nessun campionato | Nessun campionato             | Nessun campionato                                      |
| ----------------- | ------------------------------- | ------------------------------- | ----------------- | ----------------------------- | ------------------------------------------------------ |
| 15 novembre 1958  | Ian Frazer-Jones Tony Fergusson |                                 | Porsche 356       | 9 ore 902,468 km (560,768 mi) | South African Nine Hour Endurance Race                 |
| 6 ottobre 1959    | Chris Fergusson Hugh Carrington | H. M. Carrington                | Dart - Climax     | 9 ore 922,959 km (573,500 mi) | South African Nine Hour Endurance Race                 |
| 29 ottobre 1960   | Dawie Gous John Love            | A. H. Pillman & Son (Pty.) Ltd. | Porsche 550 RS    | 9 ore 989,816 km (615,043 mi) | Rand Daily Mail South African Nine Hour Endurance Race |

## Kyalami
| Anno                                  | Piloti                                               | Team                                                   | Auto                       | Distanza/Durata                         | Nome della corsa                         |
| Nessun campionato                     | Nessun campionato                                    | Nessun campionato                                      | Nessun campionato          | Nessun campionato                       | Nessun campionato                        |
| ------------------------------------- | ---------------------------------------------------- | ------------------------------------------------------ | -------------------------- | --------------------------------------- | ---------------------------------------- |
| 4 novembre 1961                       | Dawie Gous John Love                                 | A. H. Pillman & Son (pty.) Ltd.                        | Porsche 550 Spyder         | 9 ore 1 082,509 km (672,640 mi)         | South African Nine Hour Endurance Race   |
| 3 novembre 1962                       | David Piper Bruce Johnstone                          | David Piper                                            | Ferrari 250 GTO            | 9 ore 1 113,022 km (691,600 mi)         | Rand Daily Mail Nine Hour Endurance Race |
| 2 novembre 1963                       | David Piper Tony Maggs                               | David Piper                                            | Ferrari 250 GTO            | 9 ore 1 198,000 km (744,403 mi)         | Rand Daily Mail Nine Hour Endurance Race |
| 21 ottobre 1964                       | David Piper Tony Maggs                               | David Piper Auto Racing Ltd. Maranello Concessionaires | Ferrari 250 LM             | 9 ore 1 222,240 km (759,465 mi)         | Rand Daily Mail Nine Hour Endurance Race |
| South African Springbok Trophy Series |                                                      |                                                        |                            |                                         |                                          |
| 6 novembre 1965                       | David Piper Richard Attwood                          | David Piper Auto Racing Ltd.                           | Ferrari 365 P2             | 9 ore 1 240,729 km (770,953 mi)         | Rand Daily Mail Nine Hour Endurance Race |
| 5 novembre 1966                       | David Piper Richard Attwood                          | David Piper Auto Racing Ltd.                           | Ferrari 365 P2/3           | 9 ore 1 191,590 km (740,420 mi)         | Rand Daily Mail Nine Hour Endurance Race |
| 4 novembre 1967                       | Jacky Ickx Brian Redman                              | J.W. Automotive                                        | Mirage M1-Ford             | 9 ore 1 403,509 km (872,100 mi)         | Rand Daily Mail Nine Hour Endurance Race |
| 9 novembre 1968                       | Jacky Ickx David Hobbs                               | J.W. Automotive                                        | Mirage M1-Ford             | 9 ore 1 288,602 km (800,700 mi)         | Rand Daily Mail 9 hours                  |
| 8 novembre 1969                       | David Piper Richard Attwood                          | David Piper Auto Racing Ltd.                           | Porsche 917                | 9 ore 1 337,848 km (831,300 mi)         | Rand Daily Mail 9 hours                  |
| 7 novembre 1970                       | Jacky Ickx Ignazio Giunti                            | SpA Ferrari SEFAC                                      | Ferrari 512 M              | 9 ore 1 518,400 km (943,490 mi)         | Rand Daily Mail 9 hours                  |
| 6 novembre 1971                       | Clay Regazzoni Brian Redman                          | SpA Ferrari SEFAC                                      | Ferrari 312PB              | 9 ore 1 455,000 km (904,095 mi)         | Rand Daily Mail 9 hours                  |
| 4 novembre 1972                       | Clay Regazzoni Arturo Merzario                       | SpA Ferrari SEFAC                                      | Ferrari 312PB              | 9 ore 1 497,196 km (930,314 mi)         | Kyalami 9 Hours                          |
| 3 novembre 1973                       | Reinhold Joest Herbert Müller                        | R. Jöst Racing                                         | Porsche 908/3              | 9 ore 1 475,490 km (916,827 mi)         | Kyalami 9 Hours                          |
| World Sportscar Championship          |                                                      |                                                        |                            |                                         |                                          |
| 9 novembre 1974                       | Gérard Larrousse Henri Pescarolo                     | Equipe Gitanes                                         | Matra-Simca MS670C         | 6 ore 964,440 km (599,275 mi)           | Kyalami 6 Hours                          |
| Nessun campionato                     |                                                      |                                                        |                            |                                         |                                          |
| 1º novembre 1975                      | Hans Heyer Peter Hennige Jochen Mass                 | Ford Köln                                              | Ford Escort II RS          | 1 000 km (621,371 mi)                   | Wynn's 1000 km Kyalami                   |
| 6 novembre 1976                       | Jody Scheckter Gunnar Nilsson                        | BMW Motorsport/Faltz-Alpina                            | BMW 3.0 CSL                | 1 000 km (621,371 mi)                   |                                          |
| 6 novembre 1977                       | Hans Heyer Jody Scheckter                            | Zakspeed                                               | Ford Escort RS Mk II Gr.5  | 1 000 km (621,371 mi)                   | Wynn's 1000 km Kyalami                   |
| 1978                                  | Brian Cook Phil Adams                                |                                                        | Nissan Datsun 140Z         | 1 000 km (621,371 mi)                   | Wynn's 1000 km Kyalami                   |
| 30 novembre 1979                      | Helmut Kelleners Eddie Keizan                        | Eggenberger Racing                                     | BMW M1                     | 1 000 km (621,371 mi)                   | Wynn's 1000 km Kyalami                   |
| 1980                                  | Non disputata                                        | Non disputata                                          | Non disputata              | Non disputata                           | Non disputata                            |
| 6 novembre 1981                       | Jochen Mass Reinhold Joest                           | Joest Porsche Racing                                   | Porsche 936                | 9 ore 365 giri                          |                                          |
| 6 novembre 1982                       | Jacky Ickx Jochen Mass                               | Rothmans Porsche                                       | Porsche 956                | 9 ore 963,939 km (598,964 mi)           |                                          |
| World Sportscar Championship          |                                                      |                                                        |                            |                                         |                                          |
| 10 dicembre 1983                      | Stefan Bellof Derek Bell                             | Rothmans Porsche                                       | Porsche 956                | 1 000 km (621,371 mi)                   | Castrol 1000 km Kyalami                  |
| 3 novembre 1984                       | Riccardo Patrese Alessandro Nannini                  | Martini Racing                                         | Lancia LC2-84              | 1 000 km (621,371 mi)                   | Kyalami 1000 km                          |
| 1985                                  | Non disputata                                        | Non disputata                                          | Non disputata              | Non disputata                           | Non disputata                            |
| Nessun campionato                     |                                                      |                                                        |                            |                                         |                                          |
| 23 novembre 1986                      | Piercarlo Ghinzani                                   | Joest Racing                                           | Porsche 956B               | 500 km (310,686 mi)                     | Southern Sun 500                         |
| 28 novembre 1987                      | Jochen Mass                                          | Richard Lloyd Racing                                   | Porsche 962C               | 500 km (310,686 mi)                     |                                          |
| 26 novembre 1988                      | Bob Wollek                                           | Joest Racing                                           | Porsche 962C               | 500 km (310,686 mi)                     |                                          |
| 1989-1997                             | Non disputata                                        | Non disputata                                          | Non disputata              | Non disputata                           | Non disputata                            |
| ISRS / SportsRacing World Cup         |                                                      |                                                        |                            |                                         |                                          |
| 6 dicembre 1998                       | Jérôme Policand Gary Formato                         | Solution F                                             | Riley & Scott Mk III-Ford  | 2 ore, 30 minuti 383,13 km (238,066 mi) | Vodacom ISRS                             |
| 28 novembre 1999                      | Jean-Marc Gounon Éric Bernard                        | DAMS                                                   | Lola B98/10-Judd           | 1 ora, 30 minuti 196,28 km (121,963 mi) | Vodacom Festival of Motor Racing         |
| 26 novembre 2000                      | Gary Formato Ralf Kelleners                          | Kremer Racing                                          | Kremer Lola B98/K2000-Ford | 2 ore, 30 minuti 375,14 km (233,101 mi) | Vodacom Festival of Motor Racing         |
| Intercontinental GT Challenge         |                                                      |                                                        |                            |                                         |                                          |
| 23 novembre 2019                      | Mathieu Jaminet Dennis Olsen Nick Tandy              | Frikadelli Racing Team                                 | Porsche 911 GT3 R-Porsche  | 9:00:06 1,171.198 km (727.749 mi)       | 9 ore di Kyalami                         |
| 10 dicembre 2020                      | Augusto Farfus Nicky Catsiburg Sheldon van der Linde | Walkenhorst Motorsport                                 | BMW M6 GT3-BMW             | 9:00:30 1,254.533 km (779.531 mi)       | 9 ore di Kyalami                         |
| 2021                                  | Non disputata                                        | Non disputata                                          | Non disputata              | Non disputata                           | Non disputata                            |
| 6 febbraio 2022                       | Timur Boguslavskiy Jules Gounon Raffaele Marciello   | AKKA ASP Team                                          | Mercedes-AMG GT3 Evo       | 9:01:17 1,390.403 km (863.956 mi)       | 9 ore di Kyalami                         |
| 25 febbraio 2023                      | Sheldon van der Linde Dries Vanthoor Charles Weerts  | Team WRT                                               | BMW M4 GT3                 | 9:00:56 1,383,730 km (859,810 mi)       | 9 ore di Kyalami                         |